# Пожарский, Иосиф Фомич
Ио́сиф Фоми́ч Пожа́рский (2 (14) июля 1866 — 1931) — русский генерал-майор белорусского происхождения, герой Первой мировой войны, Георгиевский кавалер. В начале 1918 года проводил белорусизацию военных частей бывшей Русской императорской армия на Румынском фронте, — на основе 4-го армейского корпуса, состоящего в основном из белорусов, создал Белорусскую пехотную дивизию.

## Биография
Из дворян. Уроженец Могилёвской губернии, белорус. Православного вероисповедания.
Среднее образование получил в Смоленском реальном училище, окончив курс.

### Офицер РИА
В военную службу вступил в декабре 1888 года вольноопределяющимся 2-го разряда. Окончил Казанское пехотное юнкерское училище по 1-му разряду. В ноябре 1891 года был произведен в подпоручики. Служил в Клязминском резервном батальоне. Был переведен в 139-й пехотный Моршанский полк.
В сентябре 1894 года подпоручик Пожарский зачислен в запас (по Владимирскому уезду). До октября 1895 года числился в запасе, затем он, состоящий в запасе армейской пехоты и на учёте в Гороховецком уезде, был определён в службу в 190-й пехотный резервный Белгорайский полк, расквартированный в Варшаве. В мае 1897 года произведен в поручики.
За выслугу лет в мае 1901 года был произведен в штабс-капитаны, затем в феврале 1905 года — в капитаны. Командовал ротой (в общей сложности 6 лет и 11 месяцев).
В июле 1910 года произведен в подполковники, с переводом в 176-й пехотный Переволоченский полк. С 26.01.1913 — командующий 4-м батальоном.
На январь 1914 года — был женат на уроженке Смоленской губернии православного вероисповедания, имел 3 сына (19, 17 и 13 лет).
Участник Первой мировой войны. В войну вступил в июле 1914 года в составе своего полка. Участвовал в Галицийской битве. В ноябре 1914 года был произведен за отличия в делах против неприятеля в полковники и назначен командиром 176-го пехотного Переволоченского полка.

Был награждён орденом Святого Георгия 4-й степени: 
…за то, что в боях с 24-го по 30-е августа 1914 года близ гор. Равы-Русской, лично находясь под жестоким огнём тяжёлой артиллерии, с мужеством и искусством отбил целый ряд дневных и ночных атак превосходного в силах противника и тем способствовал взятию этого города, представляющего важный узел железных и грунтовых дорог.

и Георгиевским оружием: 
…за то, что в боях на реке Сан с 4-го по 10-е октября 1914 года переправился через р. Сан и, заняв д. Нововесь, отбил все настойчивые повторные атаки значительно превосходных сил противника, которому не уступил свои позиции.
В апреле 1916 года, за болезнью, отчислен от должности командира полка в резерв чинов при штабе Петроградского военного округа; в мае того же года назначен командиром Отдельного батальона для охраны Ставки Верховного Главнокомандующего (08.06.1916 батальон был переименован на «Георгиевский батальон»). В июне 1916 года, по случаю прибытия эмира Бухарского в Ставку, полковник Пожарский был представлен к награждению орденом Золотой звезды Бухарского эмирата.
В октябре 1916 года произведен в генерал-майоры.
В марте 1917 года назначен (с зачислением по армейской пехоте) командиром 2-й бригады Отдельной Черноморской морской дивизии, находившейся в Севастополе в стадии формирования и предназначавшейся для десантных операций в районе проливов Босфор и Дарданеллы.
22 мая 1917 года генерал-майор Пожарский был назначен бригадным командиром 68-й пехотной дивизии, 07.07.1917 — командующим 61-й пехотной дивизией, затем 23.07.1917 — командующим 30-й пехотной дивизией, действующей на Румынском фронте в составе войск 4-го армейского корпуса 6-й армии.

### Во главе белорусской военной комиссии при штабе Румынского фронта
В 1917-м революционном году, с 1 сентября по 24 февраля 1918 года, Пожарский занимал пост председателя Белорусской военной комиссии при штабе Румынского фронта.
К середине декабря 1917 года Румынский фронт российской армии фактически прекратил свое существование. Штабы фронта и армий, входившие в его состав, переходили из рук в руки: подчинялись то украинскому, то советскому российскому (большевистскому) командованию.
Представители национальных партий вели сильную и успешную антибольшевистскую пропаганду среди военных. 30 октября (12 ноября) 1917 года фронтовой комитет при поддержке украинских отрядов принял решение о непризнании советской власти и отказе подчиняться большевикам.
При поддержке румынского военного командования началась "национализация" российских армейских соединений на Румынском фронте: сформированные по территориальному принципу белорусские единицы получали статус белорусских национальных, из них отчислялись не белорусы, на место которых из других частей переводились солдаты-белорусы.
В начале января 1918 года при штабе Румынского фронта была создана "национально-территориальная демократическая организация фронта", в которую вошли комиссары от БНР, УНР, армян, молдаван, поляков, мусульман, литовцев, эстонцев, донских казаков, грузин. Эта организация подготовила приказ о национализации фронта, а командующий фронтом Щербачёв его подписал.
9 января 1918 года приказом № 1332 по фронту было объявлено об организации Белорусской военной комиссии по созданию белорусских воинских частей на Румынском фронте. Комиссию возглавил генерал-майор Пожарский.
Были белорусифицированы:
6-й Таврогенский пограничный конный полк (получил название Первый гусарский Белорусский национальный полк),
4-й армейский корпус в составе 30-й и 40-й пехотных дивизий с артиллерией, штаб корпуса и все его вспомогательные части и учреждения,
43-я дивизия с артиллерией и приданными ей частями вместе с 26-м автоброневым отделением,
357-я Витебская дружина государственного ополчения,
401-я Минская дружина государственного ополчения.
Из этих воинских частей образовалась военная сила численностью свыше 100 000 человек. В распоряжение белорусского комиссариата перешло более половины всего имущества Румынского фронта. Планировалось переправить всю эту военную силу в Беларусь, что изменило бы ситуацию в стране в пользу белорусского движения, сплоченного вокруг Рады Всебелорусского съезда и ее исполнительного комитета.
Сделать это стало невозможным из-за Брестского мира, подписанного 3 марта 1918 года между Германией и большевиками, и непризнания Германией независимости Беларуси.
После подписания Брестского мира Румыния перешла на сторону Центральных держав (Германии и Австро-Венгрии), российские войска бывшего Румынского фронта были расформированы. Румыния отпустила сформированными только те национальные воинские части бывшего Румынского фронта, правительства которых признала Германия, например, украинские. Воинские части белорусов, поляков и других, кого Германия официально не признавала, были разоружены.

### В 1918—1920 годах
В апреле–декабре 1918 года генерал-майор Пожарский служил в армии Украинской державы. Позже состоял в резерве чинов при штабе Добровольческой армии. С 21.11.1919 — комендант Харькова. В Русской армии генерала Врангеля состоял в резерве чинов при штабе Главнокомандующего. В 1920 году эвакуирован из Севастополя на транспорте "Корнилов".

### В эмиграции
Эмигрировал в Югославию. Был женат на Софье Евгеньевне Щербачевой (1875—?).
Умер в Белой Церкви (Сербия).

## Награды
- Медаль «В память царствования императора Александра III» (1896)
- Орден Святого Станислава 3-й степени (ВП 01.01.1906)
- Орден Святой Анны 3-й степени (06.12.1911; ВП 04.03.1912)
- Медаль «В память 300-летия царствования дома Романовых» (31.10.1913)
- Орден Святого Георгия 4-й степени (24.11.1914; ВП 03.02.1915)
- Георгиевское оружие (утв. ВП 11.04.1915)
- Орден Святого Владимира 4-й степени с мечами и бантом (ВП 06.11.1915, страница 18)
- Орден Святого Владимира 3-й степени с мечами (ВП 06.11.1915, страница 18)
  - мечи к ордену Святого Станислава 2-й степени (ВП 18.01.1916)
- Бухарский орден Золотой звезды (1916)
- Орден Святой Анны 2-й степени с мечами (утв. ВП 01.10.1916)